# Janetschekia
Genre
Janetschekia est un genre d'araignées aranéomorphes de la famille des Linyphiidae.

## Distribution
Les espèces de ce genre se rencontrent en Europe et Asie centrale.

## Liste des espèces
Selon World Spider Catalog (version 19.0, 20/05/2018) :
- Janetschekia monodon (O. Pickard-Cambridge, 1873)
- Janetschekia necessaria Tanasevitch, 1985

## Étymologie
Ce genre est nommé en l'honneur d'Heinz Janetschek.

## Publication originale
- Schenkel, 1939 : Beitrag zur Spinnenkunde. Revue suisse de Zoologie, vol. 46, no 1, p. 95-114 (texte intégral).